# Kentauren-Maler
Der Kentauren-Maler war ein attischer Vasenmaler des schwarzfigurigen Stils. Er war in der Mitte des 6. Jahrhunderts v. Chr. in Athen tätig und zählt zu den späten Kleinmeistern.
Der Kentauren-Maler ist nach der häufigen Darstellung von Kentauren auf seinen Vasen mit diesem Notnamen benannt worden. Er bemalte seine Werke vor allem mit Pferden und Fabelwesen wie Kentauren und Satyrn. Seine Wesen stellt er lebhaft, aber auch mit einer gewissen Nervosität dar. Anders als die meisten anderen Vasenmaler verzichtet er auf Henkelpalmetten.